# 한국이 보인다
《한국이 보인다》는 대한민국의 KBS 2TV에 방송된 예능 텔레비전 프로그램으로 1999년 5월 9일부터 2001년 4월 29일까지 방영되었다. 1999년 5월 9일부터 2000년 10월 8일까지는 《남희석 이휘재의 한국이 보인다》라는 제목으로 방영되었다.

## 방송 일정
| 방송 채널 | 방송 기간                          | 방송 시간                           |
| --------- | ---------------------------------- | ----------------------------------- |
| KBS 2TV   | 1999년 5월 9일 ~ 2000년 10월 8일   | 매주 일요일 오후 5:50 ~ 6:40 (50분) |
| KBS 2TV   | 2000년 10월 15일 ~ 2001년 4월 29일 | 매주 일요일 오후 5:50 ~ 6:40 (50분) |

## 진행자
- 1999년 5월 9일 ~ 2000년 10월 8일: 남희석, 이휘재
- 2000년 10월 15일 ~ 2001년 4월 29일: 유재석, 이휘재, 서동균

## 참고 사항
- 이탈리아 출신 유학생 브루노 브루니 주니어(Bruno Bruni Jr.), 중국 출신 유학생 보쳉(姜波)이 고정 출연한 〈외국인 도보 체험! 한국 대장정〉 코너가 인기를 모았다.
- 2000년 가을 개편으로 인하여, 시청률을 면치 못하고, 후속은 《슈퍼TV 일요일은 즐거워》 확대 편성한 바 있다.

## 같이 보기
- 이웃집 찰스
- 어서와~ 한국은 처음이지 (MBC 에브리원)

| KBS 2TV 일요일 저녁 6시대 프로그램   | KBS 2TV 일요일 저녁 6시대 프로그램                | KBS 2TV 일요일 저녁 6시대 프로그램    |
| 이전 작품                            | 작품명                                            | 다음 작품                             |
| ------------------------------------ | ------------------------------------------------- | ------------------------------------- |
| 긴급구조 119 (1998.10.18 ~ 1999.5.2) | 남희석 이휘재 한국이 보인다 (1999.5.9 ~ 2000.5.7) | 슈퍼 TV 일요일은 즐거워 (확대 편성)   |
| KBS 2TV 일요일 오후 5시반 프로그램   |                                                   |                                       |
| TV쇼 진품명품 (1995.3.5 ~ 2000.5.7)  | 한국이 보인다 (2000.5.14 ~ 2000.10.18)            | -                                     |
| KBS 2TV 일요일 오후 5시대 프로그램   |                                                   |                                       |
| -                                    | 한국이 보인다 (2000.10.25 ~ 2001.4.29)            | 쇼 파워 비디오 (2001.5.5 ~ 2003.11.2) |